# Hartmut Bölts
Hartmut Bölts, né à Rodalben (Rhénanie-Palatinat) le  14 juin 1961 est un coureur cycliste allemand, professionnel de 1988 à 1996. Il est le frère d'Udo Bölts. 

## Biographie
Il devient champion d'Allemagne sur route amateurs en 1987 puis champion d'Allemagne professionnel l'année suivante.

## Palmarès par année

### Palmarès amateur
- 1983
  - 4e étape du Circuit des Ardennes
  - Classement général de la Flèche du Sud
  - 3e du Tour de Düren
- 1984
  -  Champion d'Allemagne du contre-la-montre par équipes amateurs
- 1985
  - Classement général du Tour de Hesse
  - 2e du championnat d'Allemagne du contre-la-montre par équipes amateurs
  - 10e du championnat du monde sur route amateurs
- 1986
  -  Champion d'Allemagne du contre-la-montre par équipes amateurs
  - Ernst-Sachs-Tour
  - 1re étape du Grand Prix François-Faber
  - 2e du Grand Prix François-Faber
  - 3e du Berliner Etappenfahrt
  - 4e du championnat du monde du contre-la-montre par équipes
- 1987
  -  Champion d’Allemagne sur route amateurs
  - 2e du championnat d'Allemagne du contre-la-montre par équipes amateurs
  -  Médaillé d'argent du championnat du monde sur route amateurs
  - 5e du championnat du monde du contre-la-montre par équipes

### Palmarès professionnel
- 1988
  -  Champion d’Allemagne sur route
  - 1reb étape de Grabs-Voralp (contre-la-montre)
  - 2e de Grabs-Voralp
  - 3e de la Deutsche Weinstrasse
  - 4e du championnat du monde sur route
- 1990
  - 8ea étape du Herald Sun Tour
- 1991
  - 2e étape du Mazda Alpine Tour
  - 2e du Mazda Alpine Tour
- 1993
  - 8e étape du Tour de Bavière
- 1994
  - 5e étape du Tour de Bavière

### Résultats sur les grands tours

#### Tour de France
1 participation
- 1988 : 140e

## Distinctions
- Cycliste allemand de l'année : 1986 et 1987